# Exoterik
Exoterik (von ἐξωτερικός „äußerlich“, „ausländisch“) bezeichnet die nach außen gewandten oder von außen zugänglichen Aspekte einer Philosophie oder Religion, im Gegensatz zu nur einem inneren Kreis zugänglichen esoterischen Aspekten.

## Begriffsentstehung
Ursprünglich bezeichnete der Begriff populäre, sich an die Allgemeinheit richtende philosophische Schriften, insbesondere die in Dialogform verfassten Schriften des Aristoteles (ἐξωτερικά). Die Unterscheidung erscheint erstmals bei Cicero, der bei der Beschreibung der Schriften der Peripatetiker kritisiert, dass sie über ein und dasselbe Thema (nämlich hier das Wesen des Guten an sich) Verschiedenes zu sagen haben, je nachdem, ob man die exoterischen Schriften zurate zieht (die laut ihm von den Peripatetikern selbst so genannt werden; es handelt sich also zumindest indirekt um eine authentische Bezeichnung) oder sich an die "verfeinerten" ("limatius") Abhandlungen wendet, die nur in Kommentaren enthalten sind.
Diese Klassifizierung wurde dann in der Satire Die Versteigerung der philosophischen Orden von Lukian von Samosata übernommen. Als ein Peripatetiker zur Versteigerung kommt, heißt es da:
Merkur: Er ist ein Mann von geregelten Wesen, billigdenkend, weiß sich in’s Leben zu schicken, und, was das Außerordentlichste, er ist doppelt.
Käufer: Wie so?
Merkur: Ein Anderer erscheint er von außen, ein Anderer ist er von innen. Wenn du ihn also kaufen willst, so vergiß nicht, daß dieser der esoterische, jener der exoterische heißt.
Aristoteles selbst gebraucht den Begriff zur Bezeichnung von oberflächlichen Formen des Diskurses, wobei der Gegensatz nicht die esoterische, sondern die philosophische, die genaue und in die Tiefe gehende Behandlung eines Themas ist. Im 20. Jahrhundert wurde die esoterisch-exoterische Unterscheidung insbesondere von dem deutsch-amerikanischen Philosophen Leo Strauss für die philosophiegeschichtliche Forschung wieder prominent gemacht.

## Religionswissenschaft und Theologie
In der Religionswissenschaft und Theologie bezeichnet Exoterik die Aspekte einer Religion, die offen zugänglich sind, also auch in öffentlichen Büchern zu lesen sind. Demgegenüber stehen die esoterischen religiösen Lehren und Praktiken, die – meist über geheime Einweihungen oder mündliche Überlieferungen – nur einem begrenzten Teilnehmerkreis bekannt sind. In nahezu jeder Religion bzw. religiösen Strömung gibt es nicht nur einen exoterischen, sondern auch einen esoterischen Teil wie im Judentum die Kabbala und im Islam den Sufismus.

## Weitergehende Bedeutung
Der Begriff kann auch abwertend gebraucht werden, wobei exoterisch das öffentliche Bild einer eigentlich rein esoterischen Lehre bezeichnet. Dieses Bild muss nicht notwendig falsch sein, ist jedoch in Bezug auf das Wissen der Eingeweihten zumindest unvollständig und bruchstückhaft.
Diesem Bedeutungsspektrum entsprechend kann ein Exoteriker
- ein „Unwissender“ oder „Uneingeweihter“ sein oder
- jemand, der auf Transparenz und Nachvollziehbarkeit von Prozessen oder Inhalten beharrt, im Gegensatz zum Okkultisten, oder
- jemand, der komplexe Inhalte transparent und nachvollziehbar macht, also etwa ein Wissenschaftler, der sich um populären, allgemeinverständlichen Ausdruck bemüht.